# Hexatoma perlunata
Hexatoma perlunata är en tvåvingeart som beskrevs av Alexander 1938. Hexatoma perlunata ingår i släktet Hexatoma och familjen småharkrankar. Inga underarter finns listade i Catalogue of Life.